# Chandelle

Chandelle

Die Chandelle (franz. für „Kerze“) ist eine Kunstflug-Figur. Die Figur ist nicht im Aresti-Katalog enthalten, mithin also keine Wettbewerbsfigur. Daher ist auch nirgends definiert, wie die „korrekte“ Ausführung auszusehen hat, und es gibt hierüber entsprechend divergierende Ansichten. Die im Folgenden aufgeführten Manöver werden alle mehr oder weniger oft als „Chandelle“ bezeichnet, tragen aber auch eigene Namen, mit welchen sie sich besser definieren lassen.

## Climbing Turn

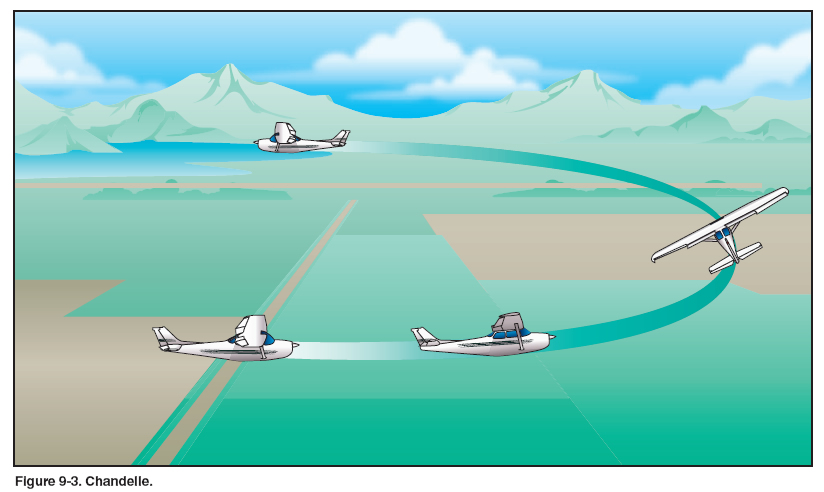
Illustration eines climbing turn aus dem Airplane Flying Handbook der FAA

Im deutschsprachigen Gebiet wird unter einer Chandelle in der Regel eine Umkehrkurve mit gleichzeitigem Höhengewinn verstanden (engl. climbing turn). Dabei geht es darum, die Kurve mit gleichbleibender Querneigung (oder je nach Lesart mit gleichbleibendem Radius) zu fliegen und den Höhengewinn so zu planen, dass die Fluggeschwindigkeit am Ende der Kurve möglichst nahe der Minimalgeschwindigkeit liegt. Der Erfolg der Figur hängt also von einem vorausschauenden Energiemanagement ab. Ist das Flugzeug sehr stark motorisiert, ist diese Figur eher sinnlos, da das Flugzeug während des Steigflugs kaum Fahrt verliert. Ist das Flugzeug hingegen schwach motorisiert oder gar ein Segelflugzeug, so ist die Chandelle eine wertvolle Übung, um ein Gefühl für das Energiemanagement zu entwickeln.

## Hochgezogene Fahrtkurve
Die hochgezogene Fahrtkurve ist beim Segelflug ein Standardverfahren zum Übergang vom schnellen Geradeausflug in den langsamen, stationären Kreisflug im thermischen Aufwind. Sobald das Flugzeug in den Aufwindbereich der Thermikblase eingeflogen ist, wird eine scharfe Rechts- oder Linkskurve geflogen und die Fahrt mittels des Höhenruders wieder „herausgezogen“ und in Höhe umgewandelt. Dies hat den Vorteil, dass man vor Erreichen des Aufwindbereichs nicht so viel Höhe verliert, wie wenn man langsam in die Thermik einfliegt. Der Nachteil dieses Manövers besteht darin, dass man recht genau wissen muss, wo sich die Thermik befindet, da man sonst relativ viel Höhe verliert, anstatt den Höhenverlust zu mindern.
Außerdem muss beachtet werden, dass sich keine anderen Segelflugzeuge im Aufwindbereich befinden, die durch dieses Manöver behindert werden können. Es besteht Kollisionsgefahr. Aus diesen Gründen wird die hochgezogene Fahrtkurve bei den Ausbildungsübungen und den Übungen bei einer praktischen SPL-Prüfung nicht mehr aufgeführt.
Auch beim Erlernen des Kunstflugs wird diese Figur geschult, damit man ein besseres Gefühl für das Energie-Management eines Flugzeugs bekommt. Meist wird die hochgezogene Fahrtkurve dann als 180°-Kursänderung ausgelegt, was beim Segelkunstflug ein hohes Maß an Geschicklichkeit erfordert. Außerdem treten für den Kunstflugneuling vergleichsweise hohe g-Kräfte auf, was ein gutes Bild darüber vermittelt, wie sich starke Fliehkräfte auf den Körper auswirken.
Schwierigkeit der hochgezogenen Fahrtkurve ist das Einleiten der Kurve beim Nachdrücken: Da das Flugzeug beim Drücken wenig Auftrieb braucht, ist das negative Wendemoment kleiner als üblich, sodass das Seitenruder weniger als gewohnt ausgeschlagen werden soll.

## Wing Over
Auch der „wing over“ wird mancherorts als Chandelle bezeichnet. Bei dieser Art der Figur gewinnt man erst Fahrt, zieht die Nase um 45° nach oben und leitet anschließend eine 180°-Kurve ein. Beim Ausleiten der Kurve zeigt die Nase wieder 45° nach unten, so dass das Flugzeug am Ende durch einfaches Ziehen am Höhenruder wieder in den Geradeausflug gesteuert wird.
Der „wing over“ fühlt sich an, als würde man „über die Tragfläche“ in den Sinkflug kippen. Tatsächlich aber kommt es darauf an, dass die Kurve ganz ausgeflogen wird und das Flugzeug nicht von selbst in die Abwärtsbewegung „hineinkippt“ (was viele Flugzeugmuster mit Trudeln quittieren würden). Dieses Manöver ist die Grundlage des Viertel-Kleeblatts, welches zum Teil auf dem „wing over“ basiert.

## Viertel-Kleeblatt
Das Viertel-Kleeblatt besteht aus dem Looping und einem damit kombinierten „wing over“. Diese Figur wird eingeleitet, indem 1/4 Looping geflogen wird. Während das Höhenruder gezogen bleibt, wird durch Betätigen von Quer- und Seitenruder gleichzeitig eine Rollbewegung eingeleitet. Am Ende der Figur hat das Flugzeug den Kurs um 90° geändert und die Figur wird durch die Neutralstellung von Höhen-, Quer- und Seitenruder im darauf folgenden Geradeausflug beendet.
Das „Viertel-Kleeblatt“ ist die Grundlage der „Lazy Eight“, welche zum Teil auf dieser Figur basiert.

## Volles Kleeblatt
Das volle Kleeblatt besteht einfach aus vier nacheinander geflogenen Viertel-Kleeblättern. Der „Trick“ bei dieser Figur besteht darin, vier exakt gleiche Viertel-Kleeblätter nacheinander zu fliegen. Am Ende der Figur muss der Flug am selben Punkt fortgesetzt werden, an dem man die Figur eingeleitet hat. Auch dieses Manöver ist keine Wettbewerbs-Figur und wird eher zu Schulungszwecken eingesetzt, da man schon ein beträchtliches Maß an Koordination benötigt, um diese Figur sauber zu fliegen.

## Lazy Eight
Diese Figur ist eine Kombination aus dem „viertel-Kleeblatt“ und dem wing over. Zuerst wird das viertel-Kleeblatt geflogen, um es anschließend mit einem wing over zu kombinieren. Diese Figur sieht aus wie das Unendlichzeichen ({\displaystyle \infty }), welches im englischsprachigen Raum auch den Namen „Lazy Eight“ (träge/faule Acht) trägt.